# Rivière-Saas
Ancienne commune des Landes, la commune de Rivière-Saas a existé de 1825 à 1831. Elle a été créée en 1825 par la fusion des communes de Rivière et de Saas. En 1831 elle a fusionné avec la commune de Gourby pour former la nouvelle commune de Rivière-Saas-et-Gourby.